# Devrim
Devrim (з тур. — «революція») — чотири екземпляри легкового автомобіля, що були зібрані у 1961 році за вказівкою президента Туреччини Джемаля Гюрселя до Дня Республіки. На проектування було відведено чотири з половиною місяці. Планувалося серійне виробництво. До відведеного терміну вдалося сконструювати лише кузов автомобіля, ходова й двигун були імпортними. Було збудовано чотири екземпляри: три пофарбували у кремовий колір і один у чорний (останній лакували по дорозі з заводу в Анкару). Зберігся лише один автомобіль, який перебуває в Ескішехірі (тур. Eskişehir), на території підприємства, де він був зібраний.